# Bezim'yanka
Bezim'yanka  (ucraniano: Безім'янка) es una localidad del Raión de Bilhorod-Dnistrovskyi en el Óblast de Odesa de Ucrania. Según el censo de 2001, tiene una población de 359 habitantes.